# Fereday Cars
Fereday Cars ist ein britischer Hersteller von Automobilen.

## Unternehmensgeschichte
Alan Fereday gründete 1992 das Unternehmen in Hartley Wintney in der Grafschaft Hampshire. Er spezialisierte sich auf Modelle von Ginetta und Onyx Sports Cars. 1992 begann der Verkauf von Fahrzeugen von Ginetta. Ab 1993 fertigte er diese Fahrzeuge auch. 2000 übernahm er ein Projekt von Ayrspeed-Manx, entwickelte es weiter und brachte es unter dem Markennamen Vario auf den Markt.

## Fahrzeuge
Beim Ginetta-Modell handelte es sich ursprünglich um den Ginetta G27. Die Basis bildete ein Spaceframe-Rahmen. Darauf wurde eine offene zweisitzige Karosserie montiert. Laut Herstellerangaben befinden sich 2015 die Modelle G20, G27 und G33 im Angebot.
2000 erschien der Vario als Nachfolger des Manx von Ayrspeed-Manx. Ein Spaceframe-Rahmen bildete die Basis. Entgegen dem Vorgänger, der technisch auf dem Citroën 2CV basierte, trieb ein Motor vom Fiat Uno die Fahrzeuge an. Die Fahrzeugbreite nahm um 10 cm zu.
Eine Quelle gibt an, dass die Produktion dieses Modells 2002 eingestellt wurde, und insgesamt etwa drei Exemplare entstanden. Auf der Internetseite des Unternehmens wird das Modell allerdings noch aufgeführt. Die Verbindung zu Deauville Cars, die dieses Modell ab 2011 fertigen, ist unklar.